# Rozpiętość tonalna
Rozpiętość tonalna – w fotografii różnica pomiędzy najjaśniejszym i najciemniejszym punktem fotografowanej sceny mierzona w jednostkach EV. Zdolność materiału fotograficznego do rejestracji dużej rozpiętości tonalnej oznacza, że możliwe jest zarejestrowanie detali kontrastowego obiektu bez utraty szczegółów w światłach bądź cieniach.
Najmniejszą rozpiętość tonalną (tolerancję naświetlania) mają materiały odwracalne oraz matryca RGB, największą natomiast negatyw czarno-biały, negatyw kolorowy oraz matryce CMOS.